# Quatro Irmãos
Quatro Irmãos is een gemeente in de Braziliaanse deelstaat Rio Grande do Sul. De gemeente telt 1.791 inwoners (schatting 2009).